# المعارضة البيلاروسية

علم بيلاروسيا السابق، العلم الرسمي لجمهورية بيلاروسيا الشعبية (1918) وجمهورية بيلاروسيا (1991-1995)، تستخدمه حاليًا مجموعات وأفراد معارضة مختلفون.

علم بيلاروسيا البديل الذي تستخدمه مجموعات وأفراد معارضة مختلفون في بعض الأحيان.

تتكون المعارضة البيلاروسية من مجموعات وأفراد في بيلاروسيا يسعون أولاً إلى تحدي سلطات بيلاروسيا السوفيتية في الفترة من 1988-1991 ثم من عام 1995 الرئيس الاستبدادي بشكل متزايد ألكسندر لوكاشينكو المتحالف مع فلاديمير بوتين، والذي غالبًا ما يعتبره أنصار الحركة ديكتاتورًا. يميل أنصار الحركة إلى الدعوة إلى ديمقراطية ليبرالية برلمانية قائمة على النموذج الغربي، مع حرية التعبير والتعددية السياسية والدينية.